# Ada Beveridge
Ada Beveridge, död 1964, var en australisk feminist. 
Hon var engagerad inom Australiens största kvinnoorganisation Country Women's Association (CWA) från 1922, grundade dess lokalförening i Junee 1926, och var dess ordförande 1938-1940.  
Hon var Australiens delegat till Pan-Pacific Women's Conference 1934 och 1937, och vice ordförande för Pan-Pacific Women's Association 1937-1940.
Under andra världskriget var hon ordförande för Women's Australian National Services. 